# Nondum conceptus
Nondum conceptus (lateinisch ‚der noch nicht Empfangene‘) bezeichnet in der Rechtswissenschaft den Embryo vor der Nidation und in weiterem Sinne seinen Schutzstatus. Als empfangen (lat. conceptus) und damit erzeugt im Rechtssinne gilt der Embryo nicht bereits mit der Verschmelzung von Ei- und Samenzelle, sondern erst mit Abschluss der Einnistung in die Gebärmutter. Ab diesem Zeitpunkt bis zur Geburt nennt man den Embryo Nasciturus. 
Unter den Begriff Nondum conceptus fallen sowohl abstrakte Fälle (keine Keimzellen fusioniert; z. B. ein 18-Jähriger setzt in seinem Testament seine Enkel als Nacherben ein) als auch Zygoten und Embryonen, deren Einnistung in der Gebärmutter noch nicht abgeschlossen ist; unbedeutend ist dabei, ob sie durch herkömmliche oder künstliche Befruchtung zustande gekommen sind (etwa in vitro).

## Deutschland

### Zivilrechtlicher Schutz des Nondum conceptus
Der Schutz eines Nondum conceptus ist ein vorgreifender Rechtsschutz, der zum Tragen kommt, wenn das Kind geboren wird, seine Wirkung aber bereits vor der Geburt ansetzt. Ein Nondum conceptus ist partiell rechtsfähig und kann Rechte tragen. Er ist gegen unerlaubte Handlungen zivilrechtlich geschützt.
Beispiel: Einer Frau wird luisches Blut übertragen. Bald darauf wird die Frau schwanger, das Kind kommt mit Syphilis zur Welt. Es hat Ersatzansprüche gegen den behandelnden Arzt, der für die Transfusion verantwortlich war.
Ferner kann der Nondum conceptus durch Rechtsgeschäfte Dritter durch einen Vertrag zugunsten Dritter oder einen Vertrag mit Schutzwirkung zugunsten Dritter berechtigt werden, er ist teilweise erbfähig und kann als Nacherbe eingesetzt oder durch ein Vermächtnis begünstigt werden (§ 2101, § 2106 Abs. 2, § 2109 Abs. 1 bzw. § 2162, § 2178 BGB). Zu seinem Gunsten kann auch eine Hypothek bestellt und eingetragen werden. Solche Rechte sind aufschiebend bedingt auf seine Geburt: Kommt das Kind nicht (wenigstens vorübergehend) lebendig zur Welt, gelten all diese Rechte als niemals entstanden.
Ein Nondum conceptus ist von der gesetzlichen Unfallversicherung im Gegensatz zum Nasciturus nicht geschützt (§ 12 SGB 7, der insoweit die frühere Rechtslage übernommen hat). 

### Strafrecht
Strafrechtlich ist das Leben des Nondum conceptus nicht geschützt. §§ 218 ff. StGB (Schwangerschaftsabbruch) greifen erst ab der Nidation, also nur für den Nasciturus; vgl. § 218 Abs. 1 Satz 2 StGB (siehe aber auch Embryonenschutzgesetz).

## Schweiz
Ein Nasciturus ist vom Zeitpunkt der Empfängnis an unter dem Vorbehalt erbfähig, dass das Kind lebendig geboren wird (Art. 544 ZGB und Art. 31 Abs. 2 ZGB). Einem noch nicht empfangenen Kind (nondum conceptus) kann jedoch auf dem Wege der Nacherbeneinsetzung oder des Nachvermächtnisses die Erbschaft oder eine Erbschaftssache zugewendet werden (Art. 545 ZGB).